# Váckisújfalu, Pesta
Váckisújfalu  este un sat în districtul Vác, județul Pesta, Ungaria, având o populație de 440 de locuitori (2011). 

## Demografie
Componența etnică a satului Váckisújfalu
     Maghiari (97,47%)
     Germani (1,27%)
     Slovaci (1,27%)
Componența confesională a satului Váckisújfalu
     Luterani (30%)
     Fără religie (4,32%)
     Reformați (1,82%)
     Atei (1,14%)
     Necunoscută (62,73%)
     Alte religii (3,18%)
Conform recensământului din 2011, satul Váckisújfalu avea 440 de locuitori. Din punct de vedere etnic, majoritatea locuitorilor (97,47%) erau maghiari, existând și minorități de slovaci (1,27%) și germani (1,27%). Nu există o religie majoritară, locuitorii fiind luterani (30,0%), persoane fără religie (4,32%), reformați (1,82%) și atei (1,14%). Pentru 62,73% din locuitori nu este cunoscută apartenența confesională.